# 백파이프

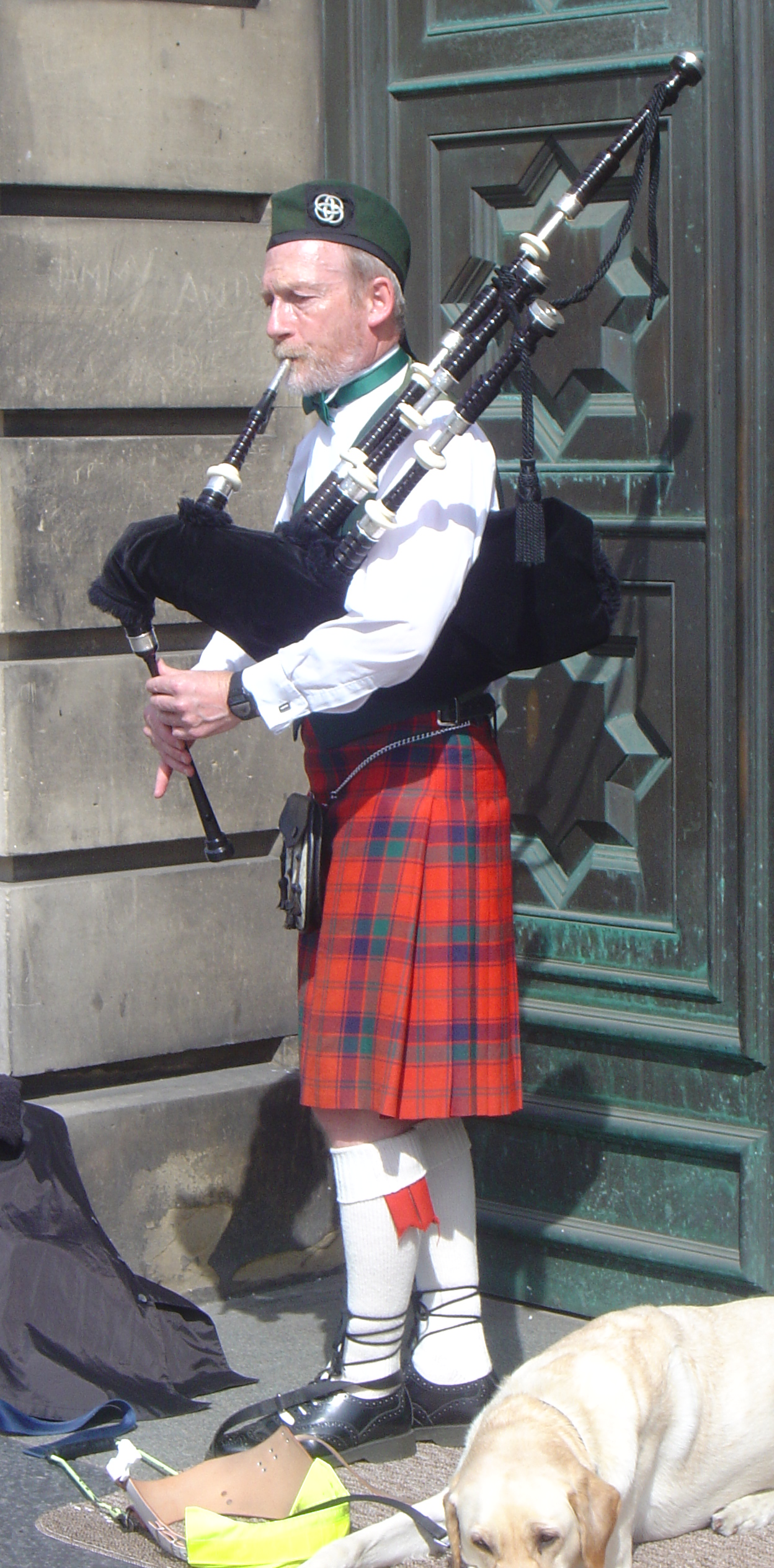
스코틀랜드의 전통의상인 킬트를 입고 있는 연주자가 백파이프를 불고 있다.

백파이프(영어: bagpipes)는 입 또는 수동식풀무로 자루에 공기를 넣어 그것에 붙어 있는 리드 딸린 관으로 공기를 보내어 가락을 연주하는 악기이다. 파이프 오르간의 선조라고도 할 수 있다. 이와 같은 악기는 널리 유럽 일대와 아시아, 아프리카에도 있으나 오늘날에는 스코틀랜드의 민족음악 및 군악대의 악기로 유명하다. 유럽에서 이 악기에 관한 자료와 문헌은 13세기 후 많이 볼 수 있다. 자루는 오래된 것으로는 양이나 염소의 가죽이 그대로 쓰이기도 하였으며 또는 커다란 동물의 밥통이나 오줌통이 쓰였으나 새로운 것은 양의 유피 또는 이에 갈음되는 인조천으로 만들어지고 있다. 찬터(chanter) 혹은 샬뤼모(chalumeau)라고 하는 관에는 여러 개의 지공(指孔, 손으로 조작하는 구멍)이 있고 또 많은 키(key)를 가진 것도 있다. 리드는 홑서(單簧)와 겹서(複簧)의 2가지가 있다. 많은 악기는 2대 또는 3대의 드로운(drone) 혹은 부르동(bourdon)이라 하는 낮은음을 계속하여 연주할 수 있는 관을 가지고 있다. 드로운은 옥타브 및 완전5도로 조율되어 있으며 찬터에 의한 가락과 함께 같은 음높이로 계속 울린다. 특수한 것을 빼고는 백파이프의 연주는 결코 음이 중단되는 일 없이 연속되어 그 음빛깔과 드로운의 효과와 함께 독특한 분위기를 조성한다. 16, 17세기의 춤곡, 뮈제트나 루루는 본래 이 악기로 연주된 것이다.